# Gregor Erhart
Gregor Erhart (* um 1465 in Ulm; † 1540 in Augsburg) war Bildschnitzer und Steinbildhauer am Übergang von der Spätgotik zur Renaissance. Er ist ein Sohn von Michel Erhart, Bruder von Bernhard Erhart, Vater von Paul Erhart und wird der Ulmer Schule zugeordnet.

## Leben
Anfangs arbeitete er bei seinem Vater in der Werkstatt mit, wanderte dann aber bereits 1494 in die benachbarte Freie Reichsstadt Augsburg ab, da der prosperierenden und politisch einflussreicher werdenden Stadt zu dieser Zeit ein Bildschnitzer fehlte und lukrative Aufträge zu erwarten waren. Durch den Einfluss der Welser und vor allem der Fugger als Geldgeber Maximilians I. hielt dieser auch seine Reichstage in Augsburg ab. Erhart lebte dort die ersten Jahre im Hause seines Schwagers Adolf Daucher, der als „Kistler“ (Kunstschreiner) ebenfalls 1490 aus Ulm zugezogen war. Der Kaisheimer Hof gehörte der gleichnamigen Zisterzienserabtei. Erhart erhielt 1496 das Meisterrecht und heiratete Anna Mair, deren Tante Mutter von Hans Holbein d. Ä. war (Holbein kam im Übrigen auch 1494 aus Ulm). Das Paar zog zunächst zur Miete in die Armenhausgasse zu der Witwe eines Goldschmieds. Um 1500 erstand Erhart ein Haus am Kitzenmarkt, in der Nähe des Benediktinerstifts St. Ulrich und Afra, dessen Prior Konrad Mörlin sehr viel in die Ausstattung des Klosters investierte und diesem hohe Schulden hinterließ. Vielleicht nicht zufällig zogen sie 1510, dem Todesjahr Mörlins, zurück in die Stadtmitte, an den Vorderen Lech, wo ihr Vater und auch Holbein wohnten.

### Werke
Mit Daucher und Holbein zusammen schuf er für das Kloster Kaisheim einen Marienaltar (1502), der im 18. Jahrhundert teilweise demontiert und dessen zentrale Figur der Schutzmantelmadonna im Zweiten Weltkrieg zerstört wurde; nur  eine Tafel Holbeins mit der Darbringung im Tempel ist erhalten. Von dieser beurkundeten, aber nicht mehr erhaltenen Skulptur allein, wurde versucht sein Œuvre zu erschließen. Denn zwar wurden ihm verschiedentlich die Figuren des Hochaltars im Kloster Blaubeuren zugeschrieben, diese gelten heute aber als Werk seines Vaters Michel Erhart und seiner Werkstatt, wobei eine Beteiligung Gregor Erharts an einigen Figuren des Altars möglich, aber nicht mit Sicherheit zu bestimmen sind.
Im Wesentlichen folgte Erhart dem Stil seines Vaters. Die Schutzmantelmadonna war in ihrer Haltung von weiteren Figuren abhängig. Sie wies, im Vergleich zum Beispiel mit der Ravensburger Schutzmantelmadonna Michel Erharts in Berlin, ein volleres Gesicht auf, die Gewandgestaltung war eine „weniger gefällige Variante“ der von seinem Vater entwickelten Formeln. Der sich windende Körper des Jesuskindes auf ihrem Arm wiederum war besser durchgebildet als vergleichbare Figuren in Ulm, während einzelne Köpfe der Mönche unter dem Mantel individuelle Züge aufwiesen.
Eine Marienfigur mit Kind aus St. Ulrich und Afra (um 1500) unterscheidet sich allein durch den vergleichbar runden Kopf vom Stil seines Vaters, dem er vermutlich auch bewusst treu blieb, da dieser einen bekanntermaßen guten Ruf hatte. Der Louvre in Paris besitzt eine ungewöhnliche, lebensgroße und gefasste Figur der Magdalena. Sie ist völlig nackt und allein ihre sehr langen Haare bedecken ihre Scham. Sie entspricht spiegelverkehrt der Kaisheimer Figur. Ihre Hände sind zum Gebet gefaltet, ihr Unterkörper dreht sich jedoch weg, so wie der, wie üblich, zur Seite geneigte Kopf. Die Pose mit dem unbestimmt vorgestellten Bein ist ebenso wenig gotisch wie italienisch (Kontrapost). Der Körper selbst ist insgesamt wenig detailliert. Eine weitere Schutzmantelmadonna in der Wallfahrtskirche Frauenstein von um 1510 weist auch kleine Besonderheiten auf. Sie ist sitzend dargestellt, der Körper kaum sichtbar leicht in sich gedreht, ihr rechter Fuß ragt in der Mittelachse aus dem Mantel hervor, was von der ungewöhnlichen Verschiebung des Thronpodestes aus der Mitte nach rechts noch betont wird. Die Gesamtgestalt ist dagegen herkömmlich, mit symmetrisch von der Mittelachse abfallenden Diagonalen komponiert, die nach unten hin flacher werden. Die Farbfassung der Skulptur ist noch original.
Für nach 1510 wird es noch schwieriger ihm Werke eindeutig zuzuordnen, doch stellte er in den Jahren 1511, 1519 und 1532 nachweislich Gesellen ein und auch seine Steuerbeiträge stiegen. Die Fugger waren die Ersten in Deutschland, die Konzepte und den Stil der italienischen Renaissance importierten. Doch die grandiose Erweiterung der Karmeliterkirche St. Anna (als erstes Gesamtkunstwerk im italienischen Sinne), der Damenhof und ihr Augsburger Palast, die in dieser Zeit entstanden, kamen wohl ohne Beteiligung Erharts aus, auch deshalb, da sich mit den italienischen Einflüssen auch Stein als vorherrschendes Material durchsetzte. Die Fronleichnamsgruppe in der Fuggerkapelle in St. Anna wird allgemein Hans Daucher, dem Sohn Adolfs, zugeschrieben, der 1500 Lehrling bei Erhart gewesen war. 1531 übergab Gregor Erhart seine gut florierende Augsburger Werkstatt an den Sohn Paul Erhart. Neun Jahre später starb er im Alter von etwa 70 Jahren.

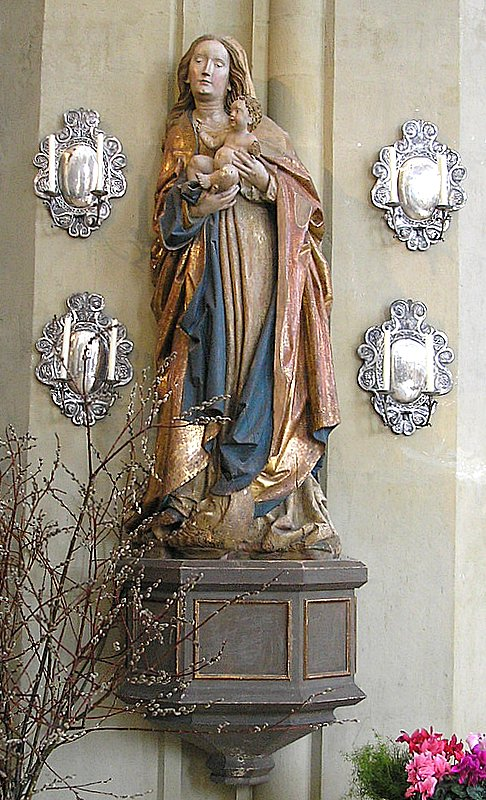
Madonna in St. Ulrich und Afra in Augsburg

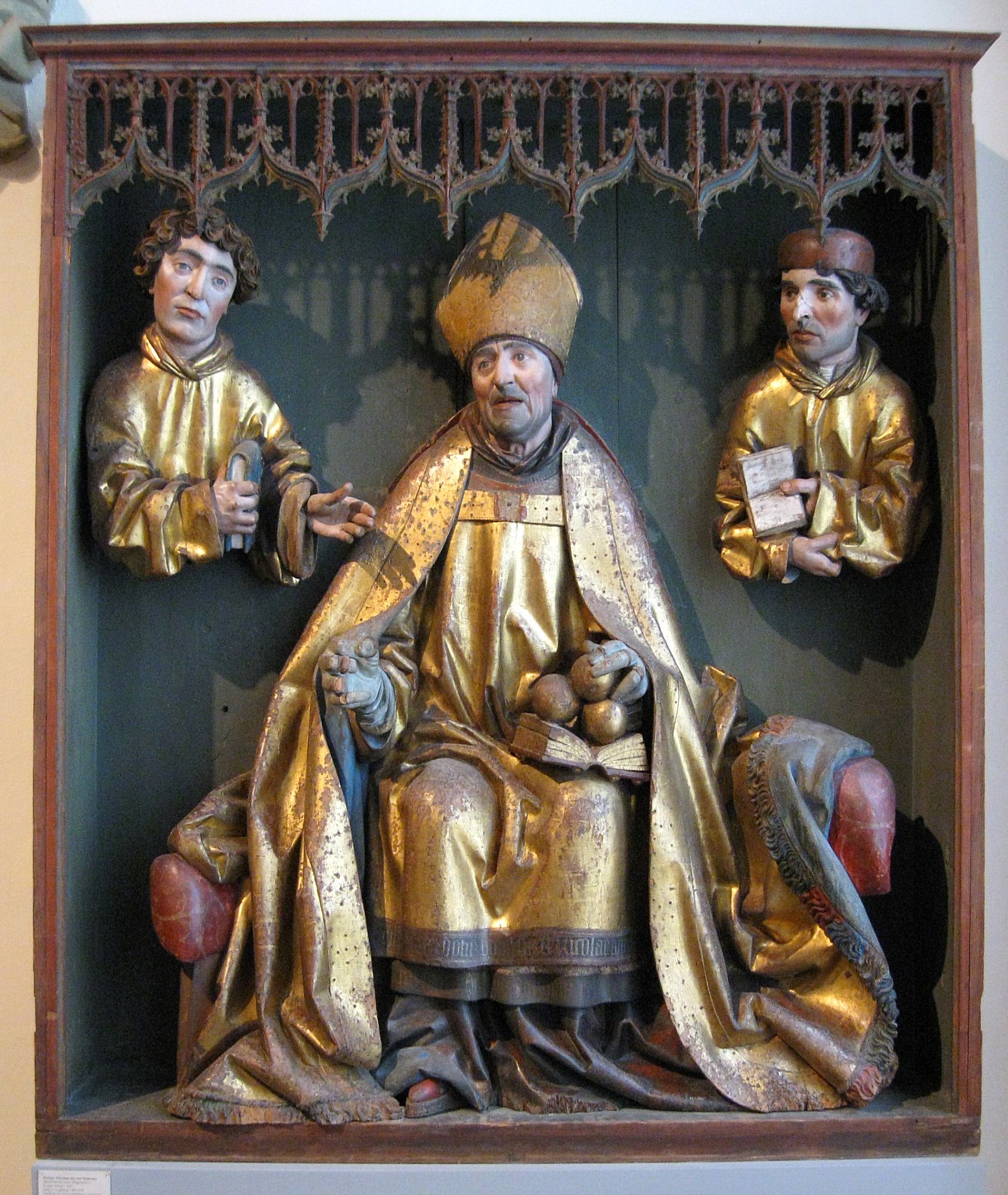
Heiliger Nikolaus mit zwei Diakonen, 1501, Bayerisches Nationalmuseum

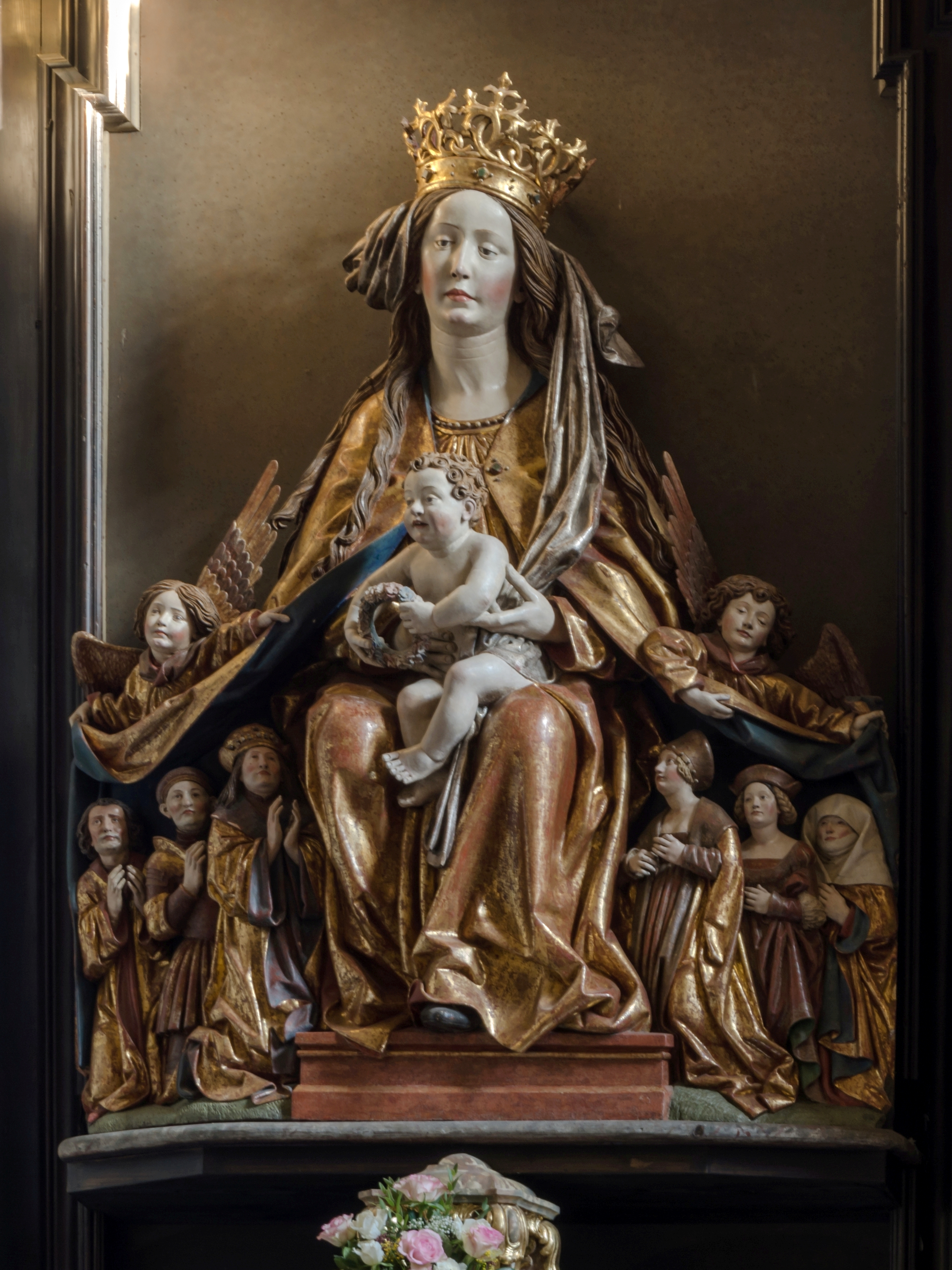
Schutzmantelmadonna in der Wallfahrtskirche Frauenstein, um 1510

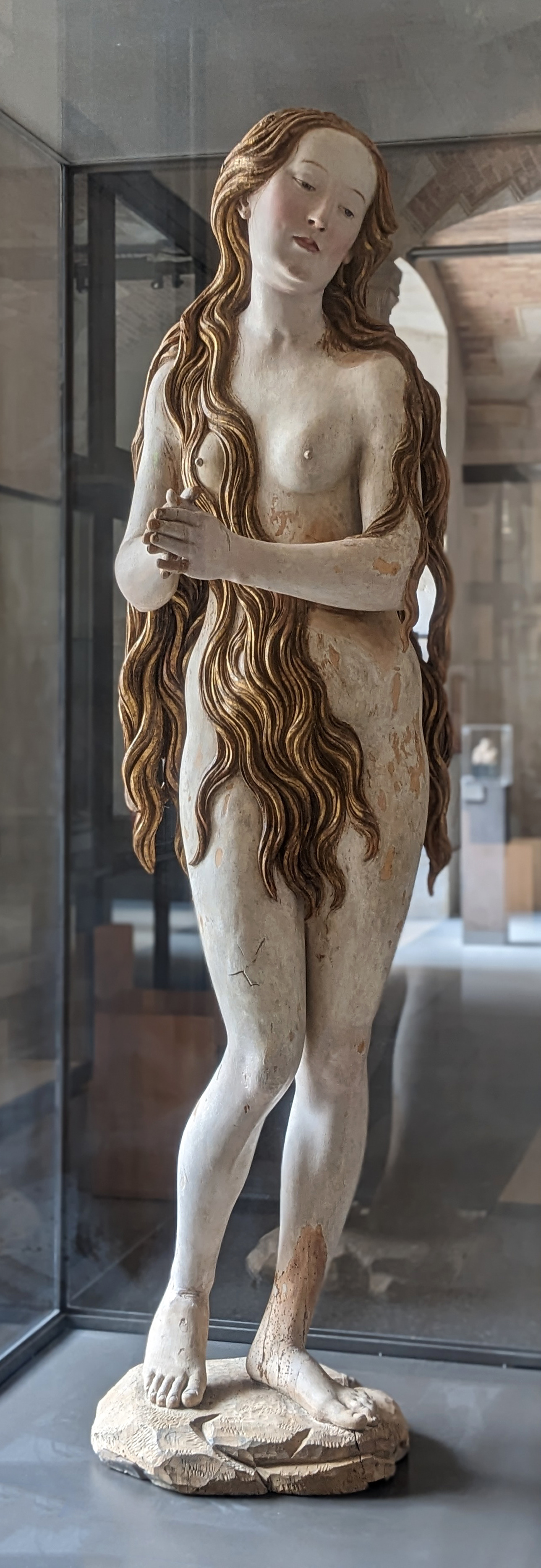
Maria Magdalena, um 1515, Louvre, Paris

## Werke (Auswahl)
- Hochaltar in St. Maria (Thalkirchen), 1482–1485
- Madonnenfigur in St. Ulrich und Afra in Augsburg, um 1495
- Schutzmantelmadonna für den Hochaltar von Kloster Kaisheim, 1502–1504 (1672 abgebaut, später in der Skulpturensammlung Berlin, 1945 zerstört)
- Magdalenenfigur, gen. „La Belle Allemande“, um 1515, angeblich aus der Augsburger Dominikanerkirche, heute Louvre, Paris (RF 1338)[9]
- Frauensteiner Schutzmantelmadonna, nach 1510 (Wallfahrtskirche Frauenstein bei Molln)
- Kruzifix aus dem Jahre 1510/1520, seit 1808 in Öllingen, vom damaligen Ortspfarrer in Ulm als Demolitionsware gekauft.[10]
- Epitaph des Arztes Adolph Occo († 1503), Domkreuzgang Augsburg[11][12]
- Epitaph des Ambrosius Wirsung († 1513), Bozen, Dompfarrkirche Maria Himmelfahrt
- Willibald-Denkmal am Zugang zum Westchor des Eichstätter Doms, 1514 datiert[13]